# Marko Kostrenčić
Marko Kostrenčić (Zagreb, 21. ožujka 1884. – Zagreb 19. svibnja 1976.) bio je hrvatski pravnik, povjesničar i političar. Sin je Ivana Kostrenčića i otac Zlatka Kostrenčića. 

## Životopis
Marko Kostrenčić rodio se u Zagrebu 1884. godine. Pravo je studirao u Beču i Zagrebu, a diplomirao je s doktoratom u Zagrebu 1908. godine sub auspiciis regis. Praško Sveučilište dodijelilo mu je 1936. godine zvanje počasnog doktora. Bio je prvi profesor pravne povijesti u Zagrebu od 1912. do 1937. godine i od 1945. do 1955. godine. Kao sveučilišni profesor predavao je hrvatsku pravnu povijest na zagrebačkom Pravnom fakultetu. Obnašao je dužnost dekana Pravnog fakulteta (1917. – 1918.) i rektora Sveučilišta u Zagrebu (1949. – 1950.). Bio je redoviti član JAZU od 1921. godine. Za vrijeme Kraljevine Jugoslavije obnašao je dužnost ministra socijalne politike (1931. – 1932.), te bio ban Savske banovine (1934. – 1936.). Za vrijeme Drugoga svjetskog rata zbog projugoslavenske političke orijentacije od 1941. do 1942. godine bio je interniran u logoru Stara Gradiška. Urednik Enciklopedije Jugoslavije i drugih leksikografskih publikacija. Značajni su njegovi radovi koji se odnose na izvore hrvatskog prava u srednjem vijeku. Bio je počasni doktor Sveučilišta u Pragu.

## Športski djelatnik
Jedan je od utemeljitelja HAŠK-a. Kao nogometaš HAŠK-a bio je sudionikom prve javne međuklupske nogometne utakmice u Zagrebu. Bavio se mačevanjem kao natjecatelj, a kasnije i kao trener.

## Djela
- Hrvatska pravna povijest, 1919.
- Vinodolski zakon, 1923.
- Postanak dalmatinskih sredovječnih gradova, 1929.
- Fides publica (javna vera) u pravnoj istoriji Srba i Hrvata do kraja XV. veka, 1930.
- Nacrt historije hrvatske države i hrvatskog prava, 1956.
- Historiografija danas, 1976.

## Vanjske poveznice
- Kostrenčić, Marko Hrvatska enciklopedija. LZMK
- Katalog HAZU: Kostrenčić, Marko[neaktivna poveznica] (bibliografija)